# NGC 4418
NGC 4418 (другие обозначения — NGC 4355, IRAS 12243-0036, UGC 7545, CGCG 14-39, MCG +0-32-12, KCPG 337A, PGC 40762) — спиральная галактика (Sa) в созвездии Дева.
Этот объект занесён в новый общий каталог несколько раз, с обозначениями NGC 4418, NGC 4355.
Этот объект входит в число перечисленных в оригинальной редакции «Нового общего каталога».